# Servomotor de modelisme

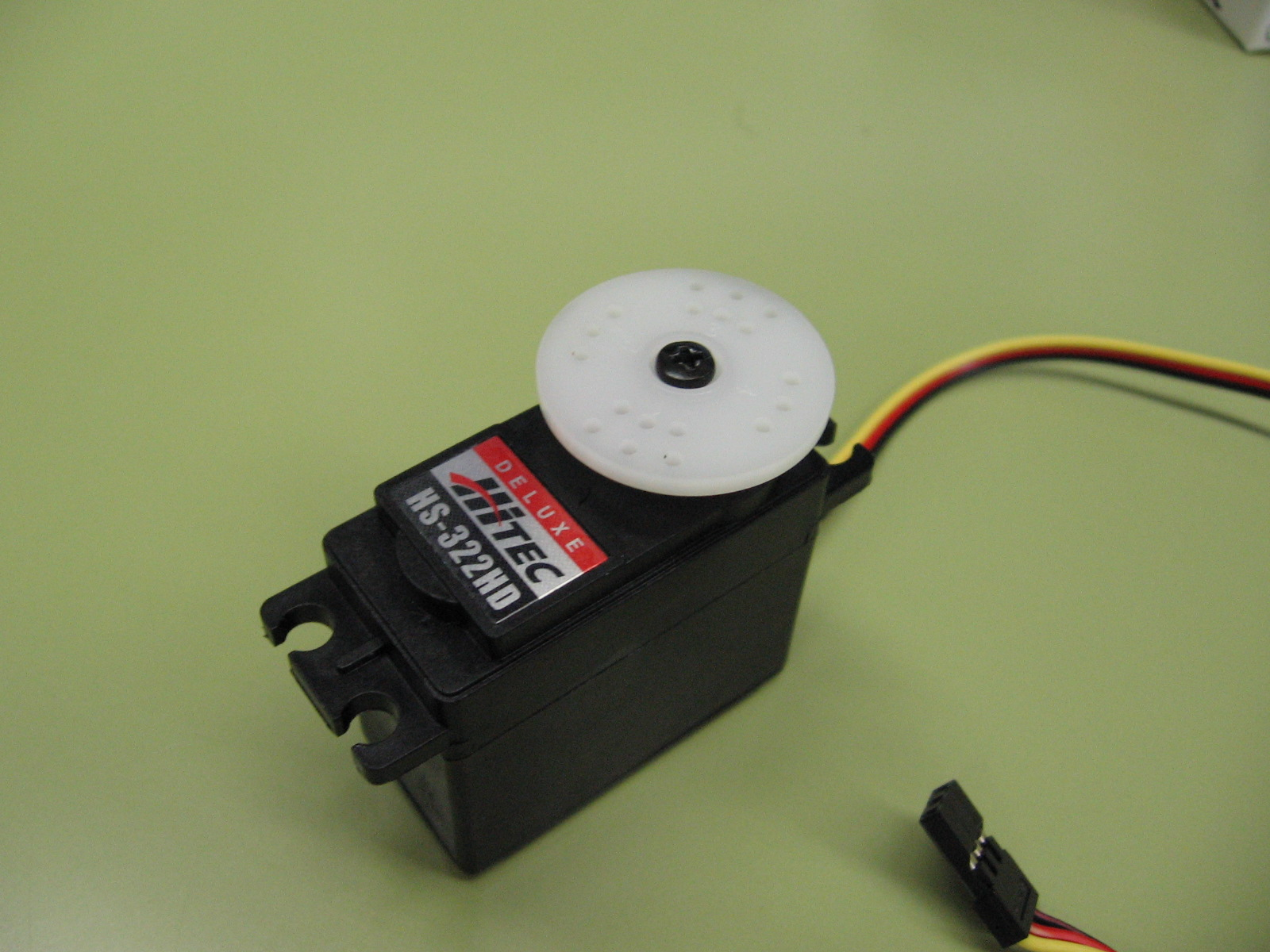
Servomotor.

Un servomotor de modelisme (conegut generalment com a servo o servo de modelisme) és un dispositiu actuador que té la capacitat de situar-se en qualsevol posició dins del seu rang d'operació, i de mantenir-se estable en aquesta posició. Està format per un motor de corrent continu, una caixa reductora i un circuit de control, i el seu marge de funcionament generalment és de menys d'una volta completa.
Els servos de modelisme s'utilitzen sovint en sistemes de radiocontrol i en robòtica, però el seu ús no està limitat a aquests.

## Estructura interna i funcionament
El component principal d'un servo és un motor de corrent continu, que realitza la funció d'actuador en el dispositiu: en aplicar-se un voltatge entre les seves dues terminals, el motor gira en un sentit a alta velocitat, però produint un baix parell. Per augmentar el parell del dispositiu, s'utilitza una caixa reductora, que transforma gran part de la velocitat de gir en torsió.

### Control de posició

Diagrama del circuit de control implementat en un servo. La línia punteada indica un acobli mecànic, mentre que les línies contínues indiquen connexió elèctrica.

El dispositiu utilitza un circuit de control per realitzar la ubicació del motor en un punt, consistent en un controlador proporcional.
El punt de referència o setpoint (que és el valor de posició desitjada per al motor) s'indica mitjançant un senyal de control quadrada. L'ample de pols del senyal indica l'angle de posició: un senyal amb polsos més amples (és a dir, de major durada) situarà al motor en un angle major, i viceversa.
Inicialment, un amplificador d'error calcula el valor de l'error de posició, que és la diferència entre la referència i la posició en què es troba el motor. Un error de posició major significa que hi ha una diferència major entre el valor desitjat i l'existent, de manera que el motor haurà de rotar més ràpid per aconseguir-ho; un menor, significa que la posició del motor està prop de la desitjada per l'usuari, així que el motor haurà de rotar més lentament. Si el servo es troba en la posició desitjada, l'error serà zero, i no hi haurà moviment.
Perquè l'amplificador d'error pugui calcular l'error de posició, ha de restar dos valors de voltatge analògics. El senyal de control PWM es converteix llavors en un valor analògic de voltatge, mitjançant un convertidor d'ample de pols a voltatge. El valor de la posició del motor s'obté usant un potenciòmetre de realimentación acoblat mecànicament a la caixa reductora de l'eix del motor: quan el motor gire, el potenciòmetre també ho farà, variant el voltatge que s'introdueix a l'amplificador d'error.
Una vegada que s'ha obtingut l'error de posició, aquest s'amplifica amb un guany, i posteriorment s'aplica als terminals del motor.

## Utilització

Exemples de senyals de control utilitzades, i els seus respectius resultats de posició del servo (no estan a escala). La posició del servo té una proporció lineal amb l'ample del pols utilitzat.

Depenent del model del servo, la tensió d'alimentació pot estar compresa entre els 4 i 8 volts. El control d'un servo es redueix a indicar la seva posició mitjançant un senyal quadrat de voltatge: l'angle d'ubicació del motor depèn de la durada del nivell alt del senyal.
Cada servo, depenent de la marca i model utilitzat, té els seus propis marges d'operació. Per exemple, per alguns servos els valors de temps del senyal en alt estan entre 1 i 2 ms, que posicionen al motor en ambdós extrems de gir (0° i 180°, respectivament). Els valors de temps d'alt per situar el motor en altres posicions es troba mitjançant una relació completament lineal: el valor 1,5 ms indica la posició central, i altres valors de durada del pols deixarien al motor en la posició proporcional a aquesta durada.
És senzill notar que, per al cas del motor anteriorment esmentat, la durada del pols alt per aconseguir un angle de posició estarà donat per la relació:
on {\displaystyle t\!} està donat en mil·lisegons i {\displaystyle \phi \!} en graus. No obstant això, ha de tenir-se en compte que cap valor d'angle o de durada de pols pot estar fora del rang d'operació del dispositiu. En efecte, el servo té un límit de gir, de manera que no pot girar més de cert angle en un mateix sentit a causa de la limitació física que imposa el potenciòmetre del control de posició.
Per bloquejar el servomotor en una posició, és necessari enviar-li contínuament el senyal amb la posició desitjada. D'aquesta forma, el sistema de control seguirà operant, i el servo conservarà la seva posició i es resistirà a forces externes que intentin canviar-ho de posició. Si els polsos no s'envien, el servomotor quedarà alliberat, i qualsevol força externa pot canviar-ho de posició fàcilment.

### Terminals
Els servomotors tenen tres terminals de connexió: dos per a l'alimentació elèctrica del circuit, i un per a l'entrada del senyal de control. El voltatge d'alimentació generalment és de prop de sis volts, perquè encara que el motor suporta majors voltatges de treball, el circuit de control no ho fa.
El color del cable de cada terminal varia amb cada fabricant, encara que el cable del terminal positiu d'alimentació sempre és vermell. El cable del terminal d'alimentació negatiu pot ser marró o negre, i el del terminal d'entrada de senyal sol ser de color blanc, taronja o groc.
| Fabricant  | Voltatge positiu | Terra | Senyal de control |
| ---------- | ---------------- | ----- | ----------------- |
| Futaba     | Vermell          | Negre | Blanc             |
| Dong Yang  | Vermell          | Marró | Taronja           |
| Hobico     | Vermell          | Negre | Groc              |
| Hitec      | Vermell          | Negre | Groc              |
| JR         | Vermell          | Marró | Taronja           |
| Airtronics | Vermell          | Negre | Taronja           |
| Fleet      | Vermell          | Negre | Blanc             |
| Krafr      | Vermell          | Negre | Taronja           |
| I-Sky      | Vermell          | Negre | Blanc             |

## Modificacions als servos
El potenciòmetre del sistema de control del servo és un potenciòmetre de menys d'una volta de gir, de manera que no pot donar girs complets en un mateix sentit. Per evitar que el motor pogués danyar el potenciòmetre, el fabricant del servo afegeix una petita pestanya en la caixa reductora del motor, que impedeix que aquest giri més del compte. És per això que els servos tenen una quantitat limitada de gir i no poden girar contínuament en un mateix sentit. És possible, no obstant això, fer modificacions al servo de manera que aquesta limitació s'elimini, a costa de perdre el control de posició.
Hi ha dos tipus de modificació realitzables. El primer és la completa eliminació del sistema de control del circuit, per conservar únicament el motor de corrent continu i el sistema d'engranatges reductors. Amb això s'obté simplement un motor de corrent continu amb caixa reductora en un mateix empaquetat, útil per a aplicacions on no es necessiti el control de posició incorporat del servo. La segona modificació realitzable consisteix en un canvi en el sistema de control, de manera que s'obtingui un sistema de control de velocitat. Per a això, es desacobla el potenciòmetre de realimentación de l'eix del motor, i es fa que romangui estàtic en una mateixa posició. Així, el senyal d'error del sistema de control dependrà directament del valor desitjat que s'ajusti (que seguirà indicant-se mitjançant polsos de durada variable). Ambdós tipus de modificació requereixen que s'elimini físicament la pestanya limitadora de la caixa reductora.

## Servos digitals
Els servos digitals són similars als servos convencionals (analògics), però compten amb certs avantatges com el són un major parell, una major precisió, un temps de resposta menor, i la possibilitat de modificar paràmetres bàsics de funcionament (angles màxim i mínim de treball, velocitat de resposta, sentit de gir i posició central, entre altres). A més d'un major cost, tenen el desavantatge que requereixen més energia per al seu funcionament, la qual cosa és crític quan s'utilitzen en aplicacions que requereixen el màxim estalvi d'energia possible, tals com a robots robusts o avions radiocontrolados.